# Леопольд II (король Бельгии)
Леопольд II (фр. Léopold II; 9 апреля 1835 — 17 декабря 1909) — король бельгийцев с 17 декабря 1865 года, из Саксен-Кобургской династии, второй, но старший из выживших, сын Леопольда I и Луизы Марии Орлеанской. Правил вплоть до своей смерти на протяжении 44 лет, составивших наиболее длительное царствование в истории бельгийских монархов. Умер, не оставив наследников мужского пола; последующие правители бельгийцев — потомки наследовавшего ему племянника, Альберта I.
Леопольд II был горячим сторонником идей колониализма и основал в Африке формально независимое Свободное государство Конго, став в период с 1876 по 1908 год его личным владельцем. Для увеличения производительности слоновой кости и, прежде всего, каучука коренное население подвергалось жестоким истязаниям, эксплуатации, впоследствии геноциду. Зверства в Свободном государстве Конго за период хозяйствования Леопольда II имели, по оценкам историков, «апокалиптические масштабы», население государства сократилось с 30 до 15 миллионов человек.

## Биография
Родился в Брюсселе 9 апреля 1835 года, вторым ребёнком в семье царствующего монарха Бельгии, Леопольда I, и его второй жены, Луизы Орлеанской. Луиза была дочерью короля Франции Луи Филиппа I. Старший брат Леопольда, первенец его родителей, названный в честь деда Луи Филипп, прожил меньше года и умер ещё до появления Леопольда на свет; таким образом, Леопольд был наследником трона с рождения.
В возрасте пяти лет, впервые в истории королевского дома Бельгии, ему был присвоен титул герцога Брабантского, с тех пор даруемый официальным наследникам бельгийской короны. В девять лет принц был зачислен в армию, в чине младшего лейтенанта, и формально продолжал службу вплоть до своей интронизации, дослужившись до чина генерал-лейтенанта.
В самом начале Весны народов во Франции (в феврале 1848) дед Леопольда, король Франции Луи-Филипп I бежал в Англию. Королева Англии, Виктория, в свою очередь, приходилась племянницей отцу Леопольда, королю Бельгии Леопольду I, — мать Виктории была его сестрой. Луи Филипп умер спустя два года, в 1850 году; для его дочери Луизы, уже болевшей к тому времени туберкулёзом, смерть её отца, низвергнутого короля, стала тяжёлым ударом, сильно ухудшившим её самочувствие, — Луиза Орлеанская скончалась в том же году. Когда это случилось, Леопольду было 15 лет.
В 1855 году, достигнув совершеннолетия, и уже к тому времени женившись, наследный принц начал публичную деятельность, став членом сената — верхней палаты бельгийского парламента. Здесь он проявил себя весьма заинтересованным в государственных вопросах, особенно касающихся развития национальной торговли и расширения колоний. Готовясь возглавить государство, Леопольд много путешествовал, с 1855 до 1865 посетив Индию, Китай, Египет и страны северного побережья Африки.
Отец Леопольда, Леопольд I, скончался 10 декабря 1865 года, в возрасте 74 лет. На следующий день после похорон, 17 декабря 1865 года, Леопольд был официально возведён на бельгийский трон под именем Леопольда II. Новому королю было тридцать лет.

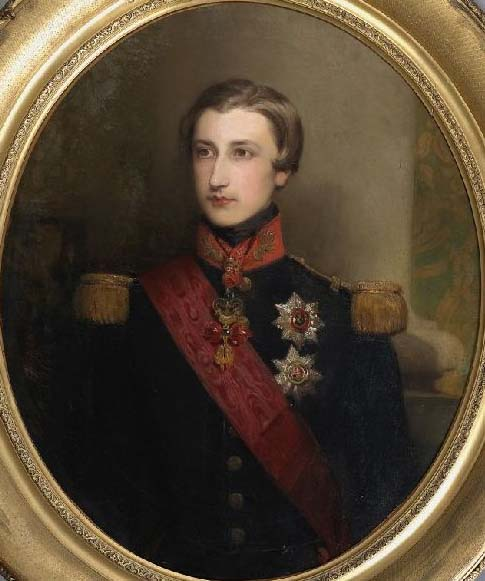
Леопольд, 1854

Царствование Леопольда было отмечено рядом крупных политических событий в истории страны. Либеральное правительство, находившиеся у власти 1857—1880 гг., провело важный Закон Фрере-Орбан в 1879 году. Этот закон создал сеть обязательных, бесплатных и светских начальных школ при поддержке государства, и отменил государственные субсидии католическим школам. В 1880 году католическая партия получила парламентское большинство и четыре года спустя восстановила государственную поддержку католическим школам. В 1885 году различные социалистические и социал-демократические группы сошлись и сформировали Бельгийскую рабочую партию. Нарастание социального напряжения в стране, а также рост численности и влияния партии привели к принятию всеобщего мужского избирательного права в 1893 году.
Во время правления Леопольда были закреплены права работников на создание профсоюзов и отмена обязательных трудовых книжек. Были приняты законы против детского труда; детям младше 12 лет запрещалось работать на фабриках, детям младше 16 лет запрещалось работать в ночное время, а женщинам моложе 21 года запретили заниматься подземными работами. Рабочие получили право на возмещения в результате несчастных случаев, был законодательно утверждён воскресный выходной.
Первый пересмотр Конституции Бельгии был проведён в 1893 году. Было введено всеобщее мужское избирательное право, хотя эффект от этого был ограничен техникой проведения выборов. Верхняя палата парламента стала формироваться по пропорциональному представительству. Леопольд пытался провести закон о референдуме, в результате чего бельгийцы могли бы выражать своё мнение по тому или иному вопросу, а король мог использовать своё вето в соответствии с полученными результатами. Это предложение было отклонено, так как это дало бы королю чрезмерные властные полномочия, достаточные для того, чтобы произвольно смещать правительство; Леопольд был так разочарован провалом проекта, что даже подумывал об отречении.
Леопольд с повышенным вниманием относился к вопросу обороны и рассматривал военную мощь в качестве основы нейтралитета, стремясь сделать Бельгию менее уязвимой в военном отношении. Он финансировал (в том числе и из личных средств) строительство современных крепостей и оборонительных сооружений в Льеже, Намюре в Антверпене, образовавших стратегический комплекс военных укреплений, так называемый Национальный редут. Во время франко-прусской войны Леопольд сумел сохранить нейтралитет Бельгии в период сложной внешнеполитической обстановки и реальной опасности втягивания в конфликт. Леопольд настаивал на реформе военной службы, но был не в состоянии провести преобразование, которое осуществил уже его племянник и наследник Альберт. По старой системе пополнения, бельгийская армия комплектовалась из добровольцев, набранных путём жеребьёвки, допускавшей также наём заместителей. Лишь в 1910 году это было заменено системой, в которой один сын в каждой семье должен был служить в армии.

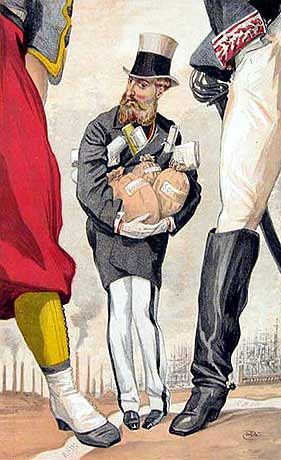
Карикатура на «короля-дельца» в «Vanity Fair», 1869

Известен деятельностью по захвату бассейна реки Конго. В 1876 году им была создана Африканская международная ассоциация. По его указанию в Конго были устроены различного рода коммерческие компании, проводившие жестокую эксплуатацию населения (вплоть до геноцида) и богатств региона, а с 1885 по 1908 годы существовало Свободное государство Конго, являвшееся по сути личным владением и «бизнесом» короля (а не государства). Леопольд проводил чрезвычайно жестокую колониальную политику: жители Конго считались рабами короля; за невыполнение работ полагалось отсечение кисти руки. Бельгийская пресса в различной степени затушёвывала эти зверства, оправдывая тем, что в осваиваемых районах Конго проживают племена, практикующие каннибализм, и суровые меры бельгийских колонистов направлены на «гуманитарную» деятельность, чтобы улучшить и цивилизовать жизнь коренных народов. Установленная при Леопольде система жестокой эксплуатации привела к сокращению численности населения Конго с 30 млн в 1884 году до 15 млн в 1915 году. При этом, по данным бельгийских источников, в 1887 году объём производства каучука в Конго составлял около 30 тонн, через 10 лет к 1897 году он увеличился в 40 с лишним раз (около 1300 тонн), а в 1903 году составлял уже около 5900 тонн.
Огромные средства, получаемые от этой эксплуатации, король тратил и для государственных и для частных строительных проектов в Бельгии, и за рубежом — в частности, спонсировал постройку Королевской Галереи, Ипподрома Веллингтона и Парка Марии Генриетты в Остенде, Королевский музей Центральной Африки в Тервюрене, Парк пятидесятилетия в Брюсселе, триумфальную арку и комплекс в Дуден-Парке, здание Антверпенского вокзала, Лакенский дворец, гигантский зимний сад при Лакене, а также виллы Седрес и Ла-Леопольда на Лазурном берегу для своей любовницы — за что получил прозвище «Король-Строитель» (нидерл. Koning-Bouwer, фр. Le Roi-Bâtisseur). В 1900 году король объединил большую часть своего недвижимого имущества в Королевский Фонд, права собственности на который завещал бельгийской нации при условии, что королевской семье будет предоставлено исключительное право распоряжаться замками.
При Леопольде II в Бельгии наступил настоящий промышленный бум. В стране производили гвозди, нитки, проволоку, текстиль, фаянс, продукты питания. Особенную известность в Европе приобрело бельгийское оружие, главным образом револьверы братьев Наган. Активно строились железные дороги. Всё это привело к тому, что сельское хозяйство было почти вытеснено промышленностью. Начался процесс урбанизации страны.
Деятельность Леопольда вызывала осуждение в Европе; австрийский император Франц Иосиф I (за сына которого Рудольфа Леопольд выдал замуж свою дочь Стефанию) именовал бельгийского короля «коронованным маклером», примерно в тех же выражениях его характеризовал и Ленин («деляга, финансист, аферист»). С сатирой на короля выступали Марк Твен и Артур Конан Дойл. Даже пионер кинематографа Жорж Мельес высмеял короля в 10-минутном фильме 1905 года «Рейс Париж — Монте-Карло», изобразив Леопольда как ненормального пожилого водителя, давящего и сбивающего случайных прохожих на своём пути.
Сначала Джозеф Конрад в повести «Сердце тьмы» (1899), а затем доклад британского дипломата ирландского происхождения Роджера Кейсмента и работа основанного им Общества по проведению реформ в Конго привлекли внимание общественности к зверствам бельгийцев в принадлежащем королю Конго. В итоге Леопольд был вынужден продать свои африканские владения бельгийскому государству, что привело к возникновению колонии Бельгийское Конго.
В ноябре 1902 года на жизнь короля покушался итальянский анархист Дженнаро Рубино, сделавший несколько выстрелов по его экипажу, но промахнувшийся; из-за его прошлого как информатора спецслужб многие другие анархисты считали покушавшегося провокатором. Леопольд II умер 17 декабря 1909 года на 75-м году жизни и был похоронен в королевской усыпальнице в Брюсселе. Корону Леопольда II, единственный законный сын которого умер в детстве, наследовал племянник Альберт I.
Был награждён многочисленными (даже по королевским меркам) орденами, среди которых было 4 высших российских.

## Личная жизнь
22 августа 1853 года Леопольд II женился на Марии Генриетте Габсбург-Лотарингской, эрцгерцогине Австрийской (1836—1902), дочери эрцгерцога Иосифа, внучке императора Священной Римской империи Леопольда II. Мари Генриетта была живой и энергичной, располагавшей к себе людей своим возвышенным характером и неутомимой доброжелательностью, а за свою красоту получила прозвище «Роза Брабанта». Она была также неплохим художником и музыкантом. Мария Генриетта была увлечена верховой ездой до такой степени, что лично ухаживала за своими лошадьми. Страсть королевы дала повод шутке о монаршей чете как о «браке конюха и монахини», причём «конюхом» была Мария, а «монахиней» — её застенчивый и замкнутый по натуре муж.
В этом браке родилось 4 детей, которые по закону считались отпрысками короля, несмотря на то, что сам он не называл их своими детьми, и, видимо, не считал таковыми, хоть и неизменно воздерживался от комментариев на эту тему:
- Луиза Мария Амелия (1858—1924), принцесса Бельгийская, герцогиня Саксонская, принцесса Саксен-Кобург-Готская, в 1875 вышла замуж за принца Филиппа Саксен-Кобург-Готского;
- Леопольд Фердинанд (1859—1869), принц Бельгийский, герцог Саксонский (умер от воспаления лёгких после того, как упал в пруд);
- Стефания Клотильда Луиза (1864—1945), принцесса Бельгийская, герцогиня Саксонская, принцесса Саксен-Кобург-Готская, в 1881 вышла замуж за Рудольфа, кронпринца Австрии;
- Клементина Альбертина Мария (1872—1955), принцесса Бельгийская, герцогиня Саксонская, принцесса Саксен-Кобург-Готская, вышла замуж за Наполеона Виктора Бонапарта.

Многие годы король состоял в связи с французской куртизанкой Бланш-Цели-Жозефиной Делакруа (1883—1948), называемой баронессой Воган, для которой выстроил на Лазурном Берегу виллу Ла-Леопольда и на которой женился за 5 дней до своей смерти в возрасте 74 лет. До того у неё родились двое сыновей, которые носили девичью фамилию матери (Делакруа), а в 1910 году были официально признаны детьми её второго мужа Антуана-Эмманюеля Дюрьё:
- Люсьен (1906—1984),
- Филипп Генрих (1907—1914),

Их иногда называют внебрачными детьми Леопольда, но биологическое родство Люсьена и Филиппа с королём никогда не было подтверждено, вплоть до наших дней, когда существуют возможности подтвердить прямую наследственную линию с очень высокой вероятностью.

## Галерея

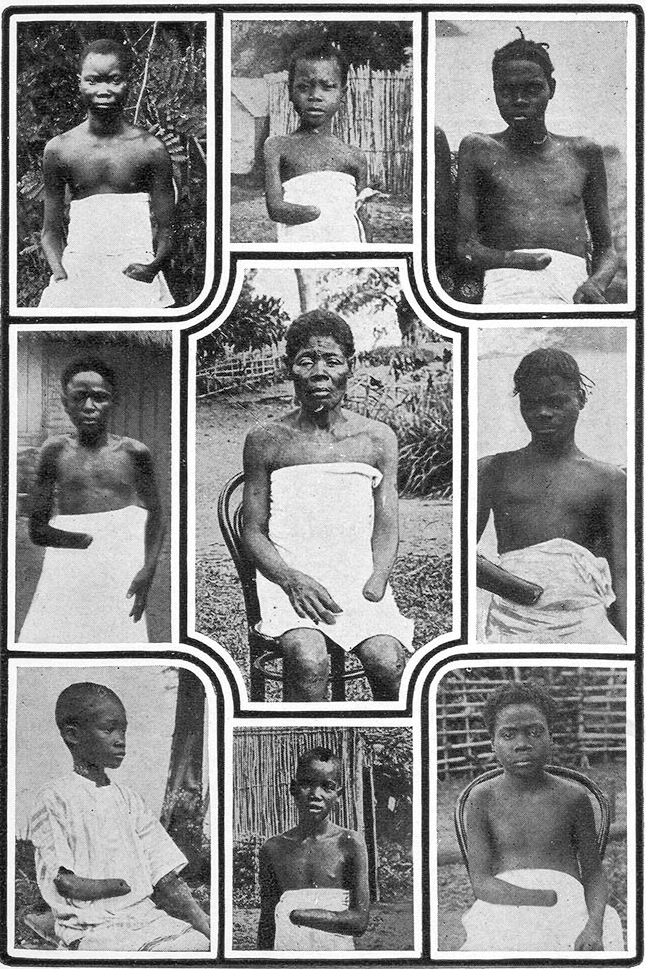
Изувеченные дети — жертвы политики Леопольда в Конго (руки отрубали тем, кто недовыполнял норму сбора каучука)
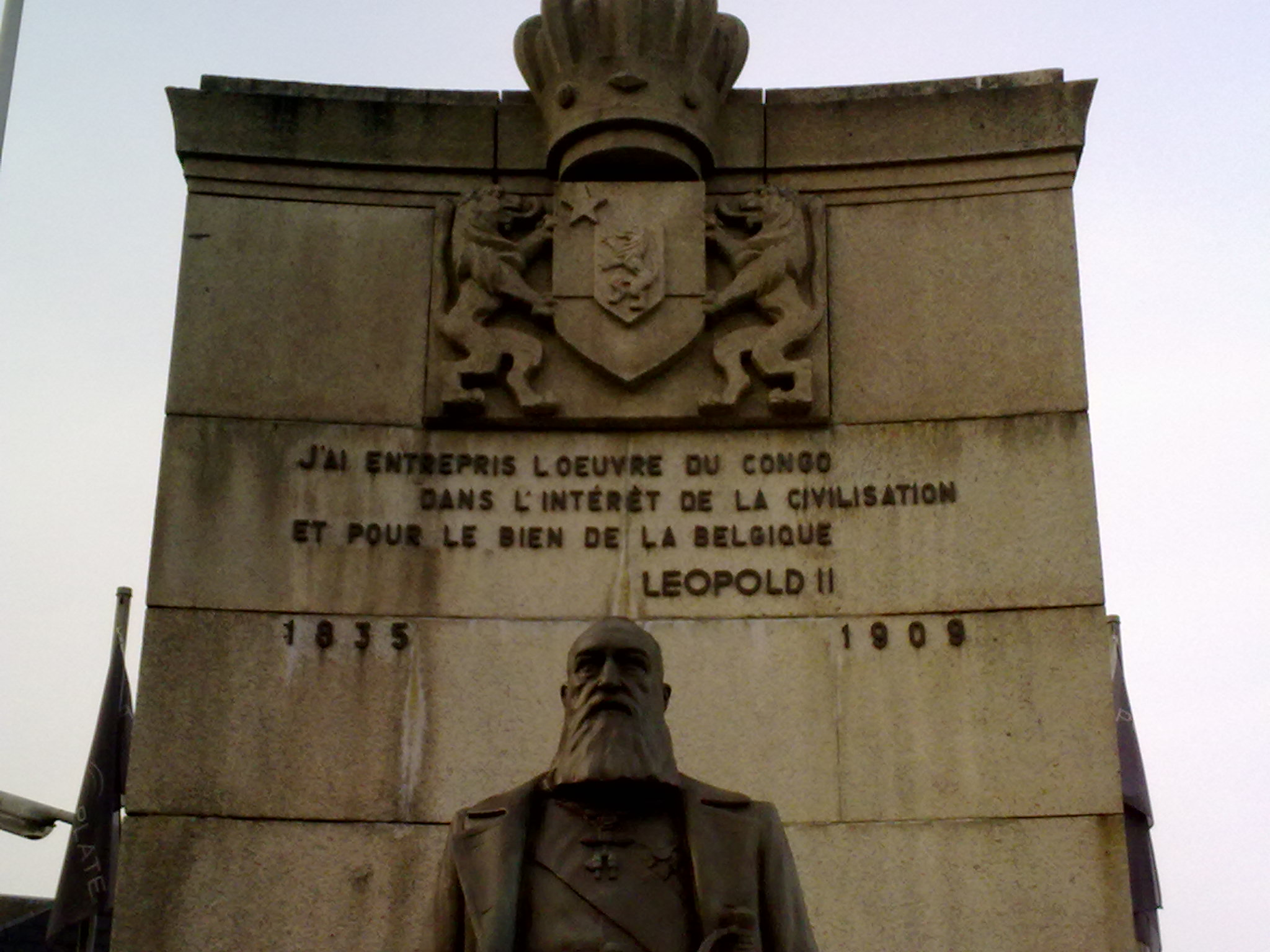
Памятник в Арлоне с надписью «Я начал работу в Конго в интересах цивилизации и ради блага Бельгии»
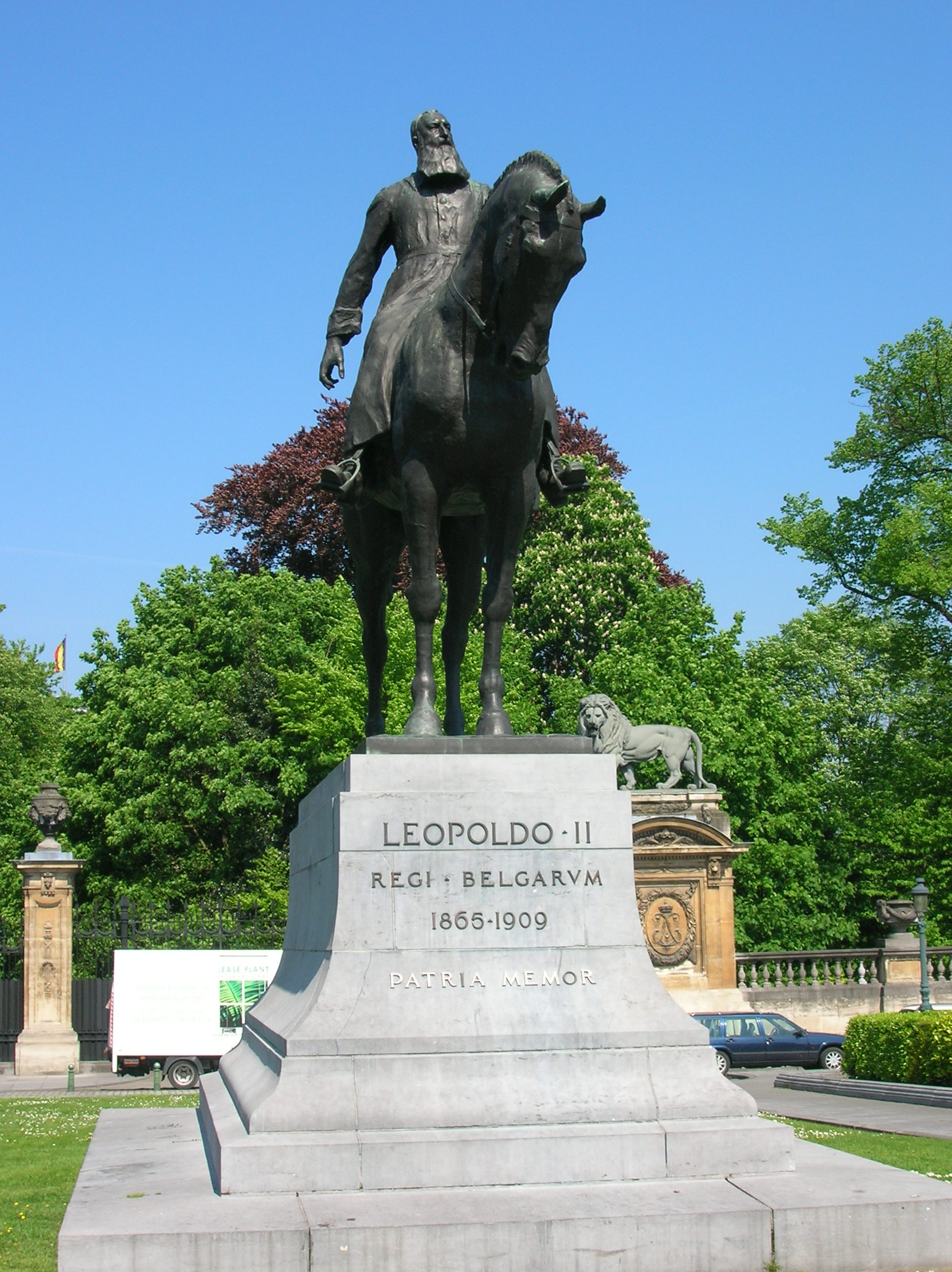
Памятник в Брюсселе на Тронной площади
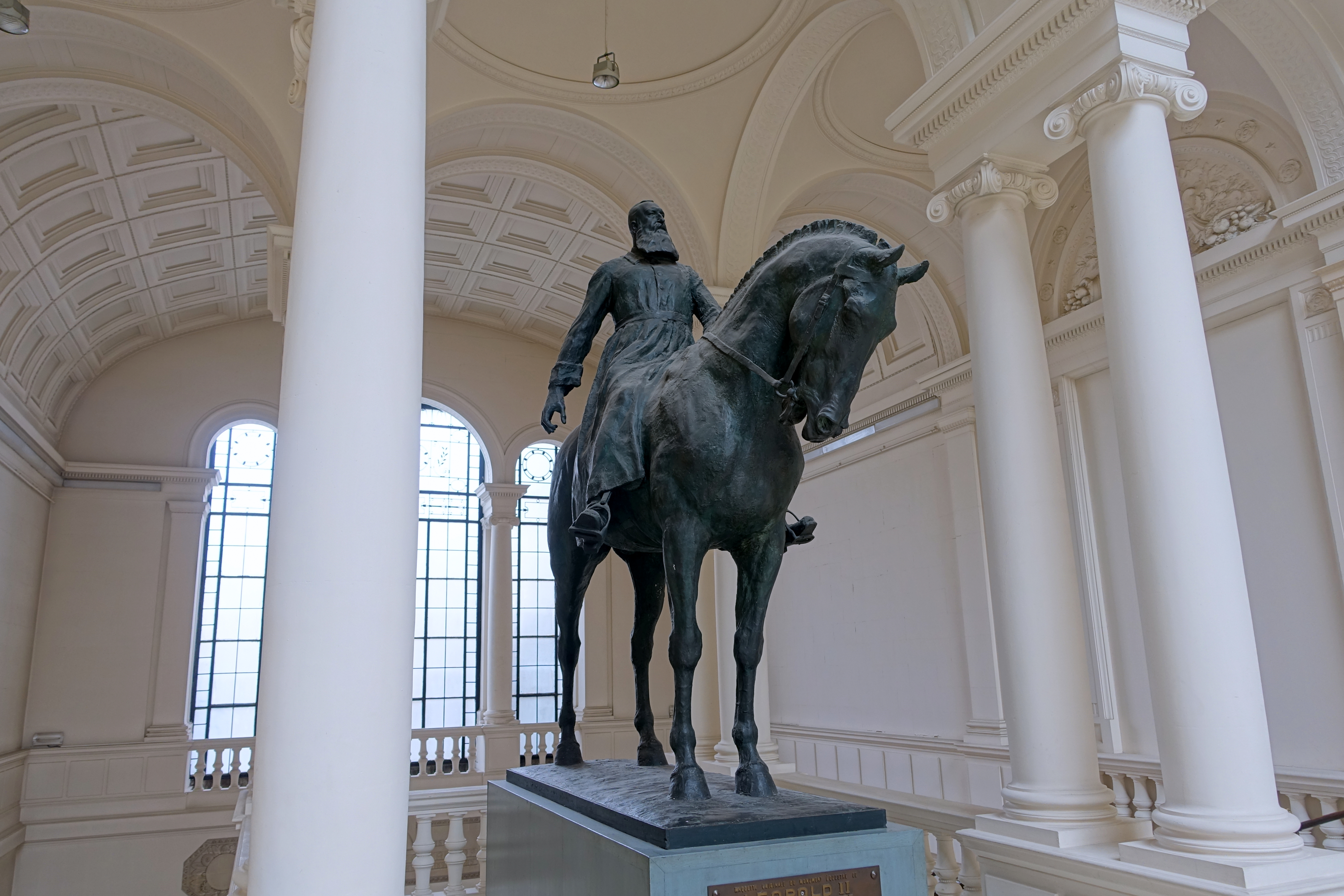
Памятник Леопольду II в Музее искусств и истории[англ.]
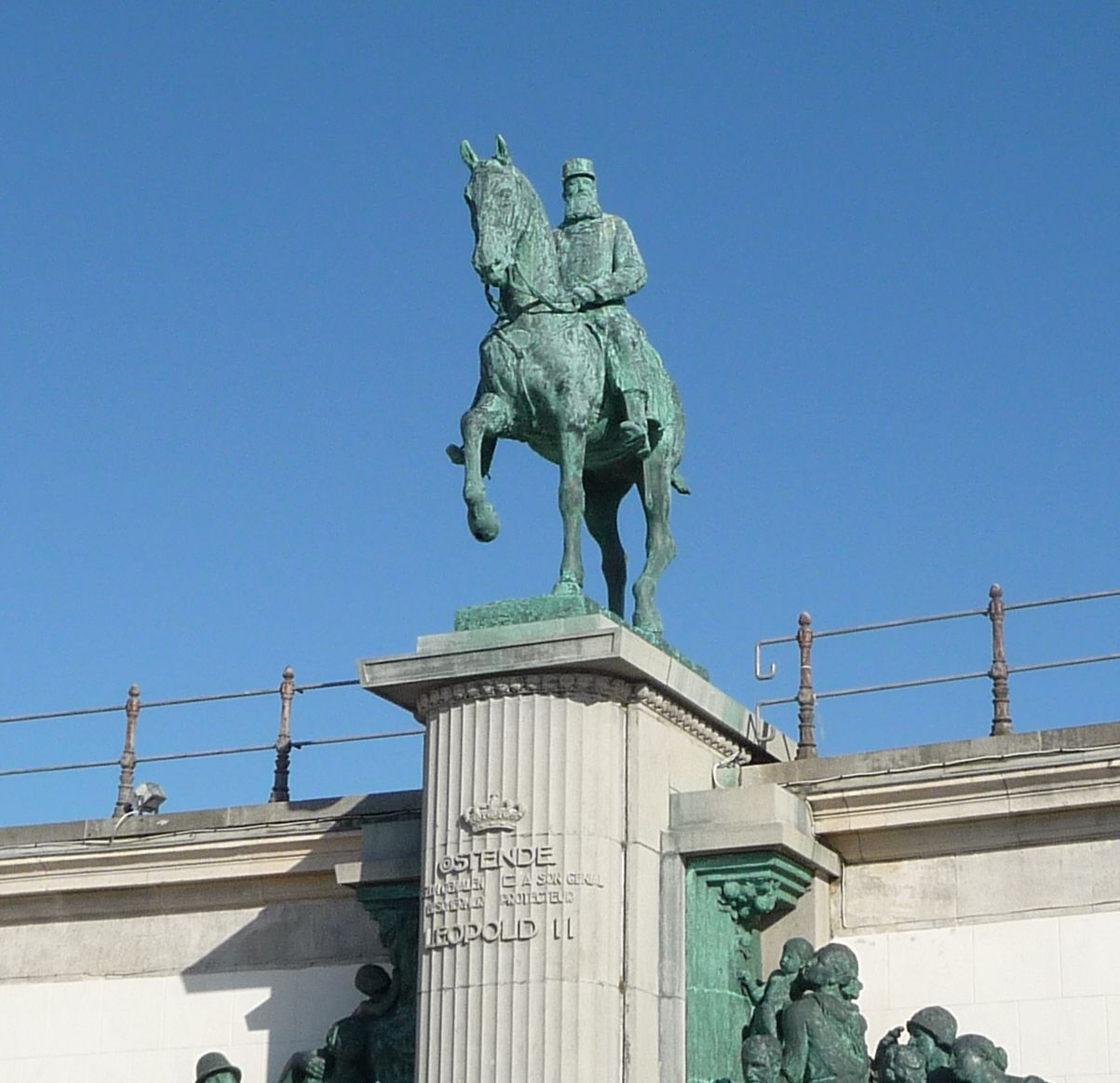
Памятник в Остенде
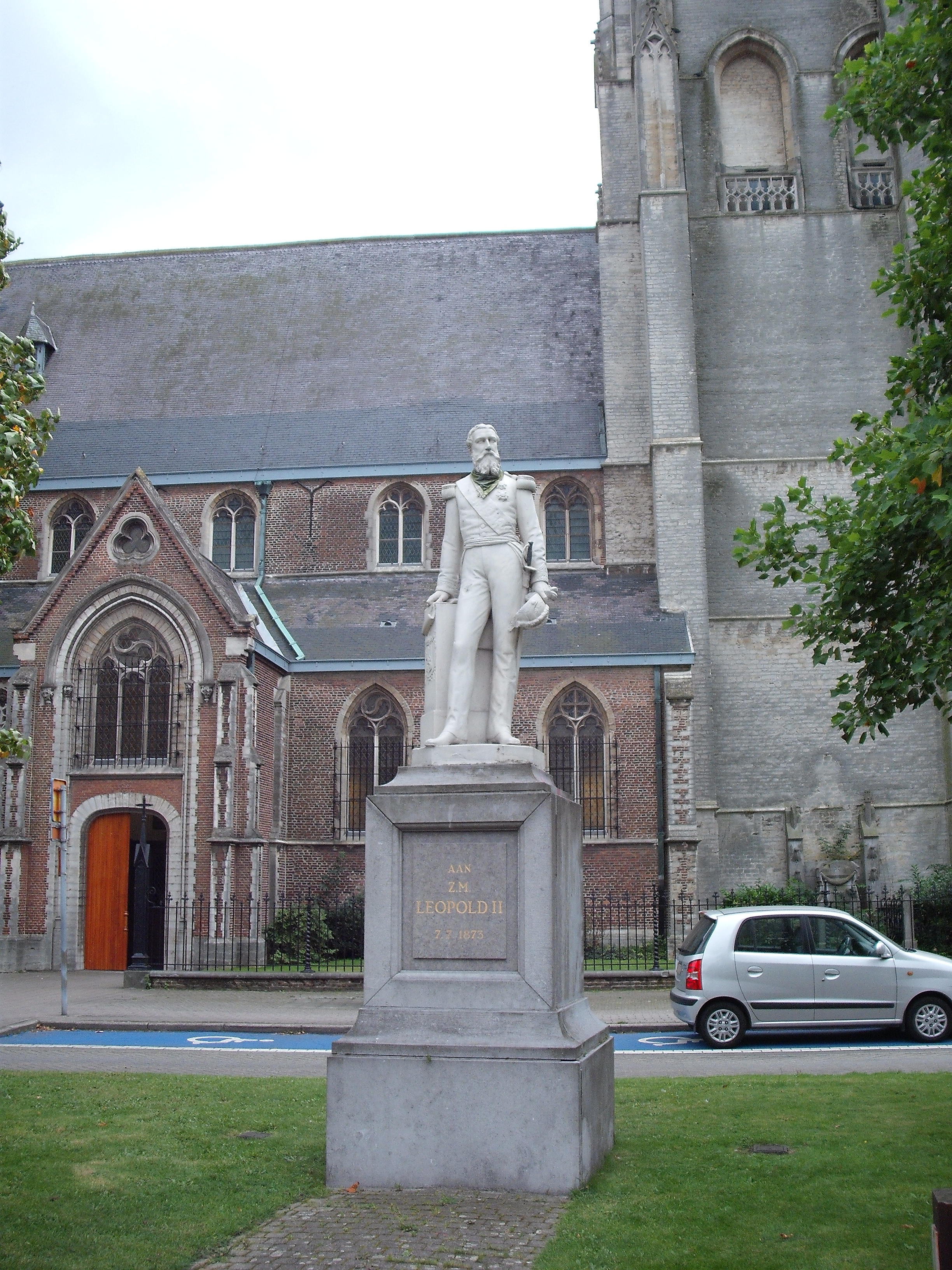
Памятник в Антверпене